# Tellervo yala
Tellervo yala är en fjärilsart som beskrevs av Stoneham 1958. Tellervo yala ingår i släktet Tellervo och familjen praktfjärilar. Inga underarter finns listade i Catalogue of Life.